# Suture palato-maxillaire
La suture palato-maxillaire est la suture crânienne qui relie le processus orbitaire de l'os palatin à la surface orbitaire de l’os maxillaire.